# Beats Electronics
Beats Electronics is een producent van audioapparaten, in 2006 opgericht door rapper-producer Dr. Dre en Interscope-oprichter Jimmy Iovine. Het idee was om hoofdtelefoons te maken die de muziek weergeven zoals de artiesten die horen in de opnamestudio. De slagzin van het merk is: People aren't hearing all the music. 
Aandeelhouders van het merk zijn: Dr. Dre, Jimmy Iovine, Universal Music Group (het moederbedrijf van Interscope). Het hoofdkantoor is gevestigd in Culver City, Californië. Het bedrijf produceert voornamelijk koptelefoons onder de naam Beats by Dr. Dre.

## Geschiedenis
Een aantal producten werd ontworpen in samenwerking met beroemdheden. Lady Gaga, Justin Bieber en LeBron James hebben oortjes ontworpen. David Guetta heeft hoofdtelefoons ontworpen, die speciaal gemaakt zijn voor dj's.
De eerste Beats by Dr. Dre-producten werden geproduceerd in samenwerking met Monster, maar in januari 2012 maakten de twee bedrijven bekend dat ze niet meer zouden samenwerken. Monster ging een eigen hoofdtelefoonlijn maken gericht op vrouwen, zakenmensen en een ouder publiek.
In maart 2012 maakte Beats bekend dat het voor 14 miljoen dollar de muziekstreamingdienst MOG overnam.
In juli 2012 verkocht HTC 25% van hun aandeel terug aan Beats by Dr. Dre.
Op 28 mei 2014 werd bekendgemaakt dat Beats by Dr. Dre werd overgenomen door Apple. Aan de koptelefoons van Beats by Dr. Dre zou voorlopig niets veranderen. Vanaf 2015 werden de producten van Beats steeds meer onderdeel van het gamma van Apple, eerst vooral door aanpassingen op onder andere de Solo2 en Studio Wireless zodat ze beter bij de andere Apple-producten pasten. In 2016 bracht Apple de BeatsX, Solo3 Wireless en Powerbeats3 Wireless uit, die beschikken over dezelfde W1-chip als Apples eigen AirPods, die wel onder Apples naam geproduceerd worden. Door deze chip is het voor eigenaren makkelijker geworden de Beatsproducten met hun iOS, macOS en watchOS apparaten te koppelen en kan er, indien de apparaten onder hetzelfde iCloud-account zijn ingelogd, makkelijk gewisseld worden van invoerbron.
Sinds de overname door Apple wordt er niet meer samengewerkt met bedrijven als HTC en HP en ligt de nadruk vooral op de ontwikkeling van de eigen producten.

## Beats Music
Op 2 juli 2012 maakte Beats bekend dat zij de online muziekdienst MOG had overgenomen. In het aankooprapport staat dat met de overname een bedrag van tussen de 10 en 16 miljoen Amerikaanse dollars gemoeid was. Een van de doelen van Beats was een truly end-to-end music experience te bieden. Na de overname heeft Beats een nieuwe dienst voor betaalde muziek gelanceerd, die in januari 2014 in de Verenigde Staten operationeel werd: Beats Music. Beats Music ging de strijd aan met andere grote muziekdiensten zoals Spotify en Google Play Music. MOG werd op 31 mei 2014 gesloten en de gebruikers ervan werden doorverwezen naar Beats Music. Na de overname van Beats door Apple werd Beats Music geïntegreerd in Apple Music.

## Producten
| Type                   | Naam                        | Ontwerpers               | Releasedatum   | Einde verkoop  |
| ---------------------- | --------------------------- | ------------------------ | -------------- | -------------- |
| Koptelefoons           | Beats Pro                   | will.i.am                | September 2010 |                |
| Koptelefoons           | Beats Studio (1e generatie) | Dr. Dre                  | Juli 2008      | September 2013 |
| Koptelefoons           | Beats Studio (2e generatie) | Dr. Dre                  | Augustus 2013  |                |
| Koptelefoons           | Beats Studio Wireless       | Dr. Dre, Apple Inc.      | December 2013  |                |
| Koptelefoons           | Beats Wireless              | Dr. Dre                  | Oktober 2011   | November 2014  |
| Koptelefoons           | Beats Mixr                  | David Guetta             | Januari 2012   |                |
| Koptelefoons           | Beats Mixr Neon             | David Guetta             |                |                |
| Koptelefoons           | Beats Solo                  | Dr. Dre                  | November 2009  | April 2010     |
| Koptelefoons           | Beats Solo HD               | Dr. Dre                  | April 2010     | Juni 2014      |
| Koptelefoons           | Beats Solo 2                | Dr. Dre                  | Juni 2014      |                |
| Koptelefoons           | Beats Solo 2 Wireless       | Dr. Dre, Apple Inc.      | November 2014  | September 2016 |
| Koptelefoons           | Beats Solo 3 Wireless       | Dr. Dre, Apple Inc.      | September 2016 |                |
| Koptelefoons           | Beats Executive             |                          |                |                |
| Koptelefoons           | Beats EP                    | Apple Inc.               | September 2016 |                |
| Oortelefoons           | BeatsX                      | Apple Inc.               | September 2016 |                |
| Oortelefoons           | Beats Tour                  |                          |                |                |
| Oortelefoons           | PowerBeats                  | LeBron James             |                |                |
| Oortelefoons           | PowerBeats Wireless         | LeBron James             |                |                |
| Oortelefoons           | Heartbeats                  | Lady Gaga                |                |                |
| Oortelefoons           | Heartbeats 2.0              | Lady Gaga                |                |                |
| Oortelefoons           | Diddybeats                  | P. Diddy                 |                |                |
| Oortelefoons           | JustBeats                   | Justin Bieber            |                |                |
| Oortelefoons           | iBeats                      | HTC Corporation          |                |                |
| Oortelefoons           | Urbeats                     | HTC Corporation          |                |                |
| Luidsprekers           | Beatbox                     | Dr. Dre                  |                |                |
| Luidsprekers           | Beatbox Portable            | Dr. Dre                  |                |                |
| Luidsprekers           | Beats Pill                  | Dr. Dre                  |                |                |
| Luidsprekers           | Beats Pill XL               | Dr. Dre                  | Februari 2014  | Juni 2015      |
| Luidsprekers           | Beats Pill+                 | Dr. Dre, Apple Inc.      | Oktober 2015   |                |
| Ingebouwde technologie | Beats Audio                 | Hewlett-Packard Chrysler |                |                |